# Schönenberg-Kübelberg (Verbandsgemeinde)
Schönenberg-Kübelberg est une Verbandsgemeinde (collectivité territoriale) de l'arrondissement de Kusel dans la Rhénanie-Palatinat en Allemagne. Le siège de cette Verbandsgemeinde est dans la commune de Schönenberg-Kübelberg.
La Verbandsgemeinde de Schönenberg-Kübelberg consiste en cette liste d'Ortsgemeinden (municipalités locales) :

Localisation de la Verbandsgemeinde de Schönenberg-Kübelberg dans l'arrondissement de Kusel.

1. Altenkirchen ;
2. Brücken (Pfalz) ;
3. Dittweiler ;
4. Frohnhofen ;
5. Gries ;
6. Ohmbach ;
7. Schönenberg-Kübelberg.